# Public Register of Authentic travel and identity Documents Online
Public Register of Authentic travel and identity Documents Online, of kortweg PRADO, is een meertalige website voor de verspreiding van informatie over de veiligheidskenmerken van authentieke identiteits- en reisdocumenten aan het publiek. 
PRADO is ondergebracht bij het Secretariaat-generaal van de Raad van de Europese Unie (SGR), directoraat-generaal Justitie en Binnenlandse Zaken (DG H). De in PRADO opgenomen informatie is geselecteerd en verstrekt door de lidstaten van de Europese Unie, IJsland en Noorwegen. Het stuurcomité bij het SGR is de Groep grenzen in de formatie Falsificatenexperts. 

## Doelgroep
Het grote publiek, met inbegrip van gouvernementele en niet-gouvernementele organisaties, bijvoorbeeld:
- werkgevers
- postdiensten
- banken, kredietautoriteiten
- beveiligings- en bewakingsbedrijven
- autoverhuurbedrijven, enz.

## Geschiedenis
- FADO